# Địa lý Thái Lan

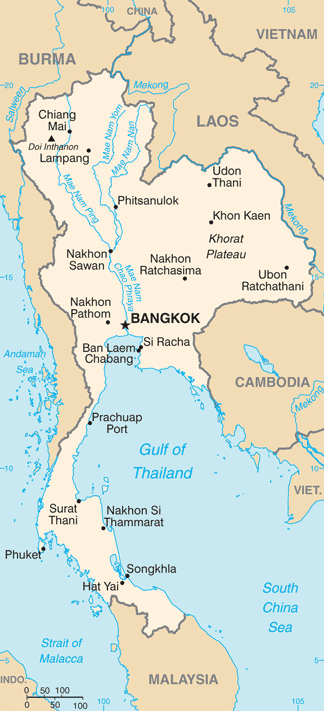

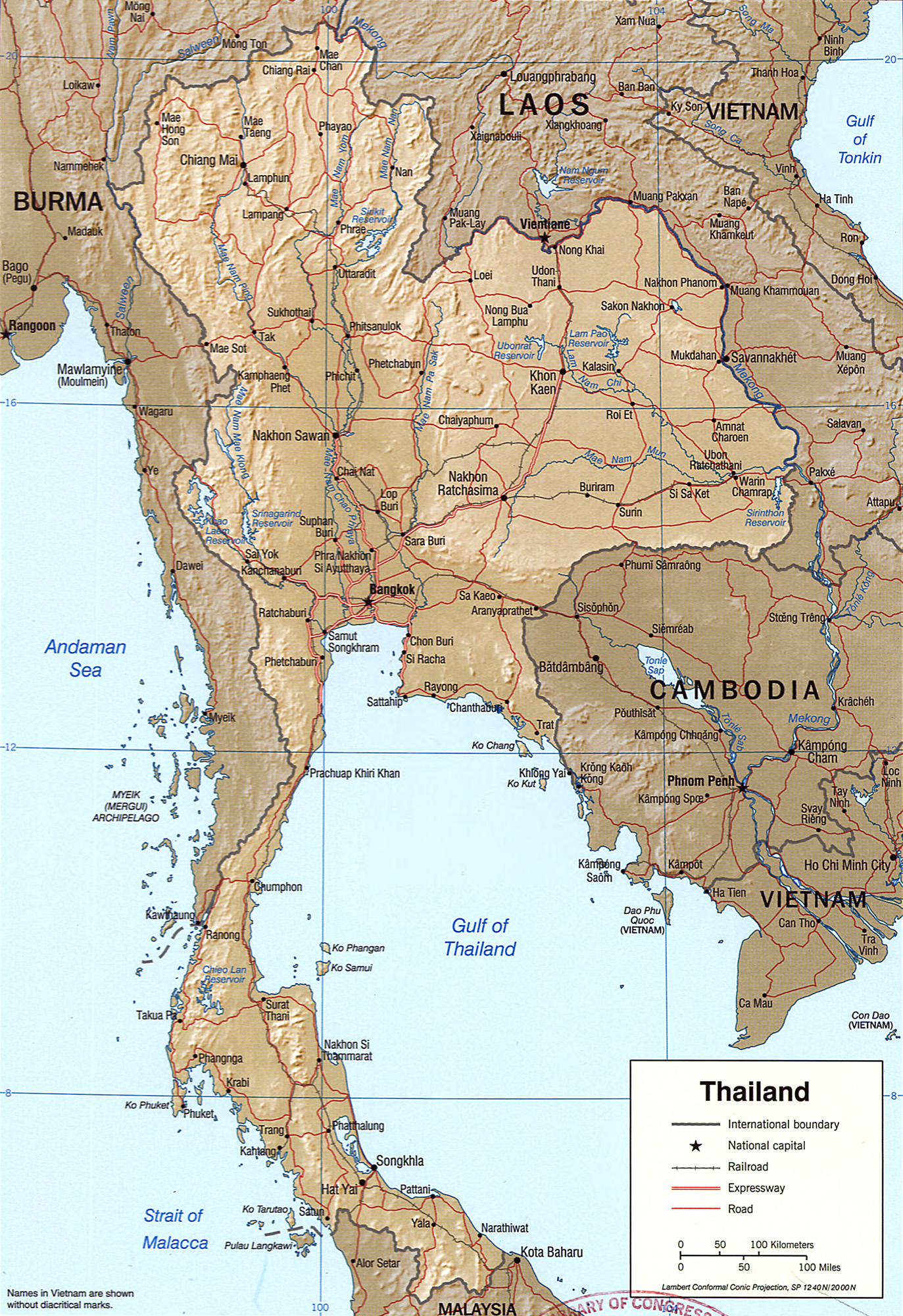
Bản đồ chi tiết của Thái Lan

Thái Lan nằm ở giữa lục Đông Nam Á lục địa. Nó có tổng diện tích là 513,120 km2 (198,117 dặm vuông Anh) lớn thứ 50 thế giới. Biên giới trên đất liền dài 4,863 km (3,022 mi) với Myanmar, Campuchia, Lào và Malaysia. Vị trí trục của quốc gia đã ảnh hưởng đến nhiều khía cạnh của xã hội và văn hóa của Thái Lan. Nó kiểm soát tuyến đường bộ duy nhất từ Châu Á đến Malaysia và Singapore. Thái Lan có vùng đặc quyền kinh tế rộng 299,397 km2 (115,598 dặm vuông Anh).

## Tổng quan
Dải đất Thái Lan có hình dáng tựa chiếc đầu của một con voi trải dài từ Chiang Rai xuống Yala, giáp với Mã Lai. 
Một vùng đồng bằng ngập lũ màu mỡ và khí hậu nhiệt đới gió mùa, lý tưởng cho việc canh tác lúa nước (tham na), đã thu hút những người định cư đến khu vực trung tâm này thay vì các vùng cao biên giới và cao nguyên phía Bắc hoặc Cao nguyên Khorat ở phía đông bắc.
Đến thế kỷ 11 sau Công nguyên, một số nhà nước trồng lúa và buôn bán được kết nối chặt chẽ đã phát triển mạnh mẽ ở vùng thượng lưu Thung lũng Chao Phraya. Họ thoát khỏi sự thống trị của Đế chế Khmer, nhưng từ giữa thế kỷ 14 dần dần nằm dưới sự kiểm soát của Vương quốc Ayutthaya ở cực nam của vùng hạ lưu.
Các thủ đô kế tiếp nhau, được xây dựng ở nhiều điểm khác nhau dọc theo sông, đã trở thành trung tâm của các vương quốc Thái Lan lớn dựa trên trồng lúa và thương mại nước ngoài. Không giống như những người Khmer và Miến Điện láng giềng, người Thái tiếp tục hướng ra bên ngoài Vịnh Thái Lan và Biển Andaman đối với các cảng thương mại nước ngoài.
Khi sự đô hộ của người châu Âu ở Đông Nam Á mang lại một giai đoạn mới trong thương mại Đông Nam Á vào cuối những năm 1800, Thái Lan (khi đó được gọi là Siam) đã có thể duy trì độc lập của mình như một vùng đệm giữa Miến Điện do Anh kiểm soát ở phía tây và Đông Dương do Pháp thống trị ở phía đông, nhưng mất hơn 50% lãnh thổ trong quá trình này. Hầu hết các khu vực bị mất có dân số không phải là người Thái (Khmer, Lào hoặc Shan). Vùng đất trung tâm nói tiếng Thái vẫn còn nguyên vẹn.

## Ranh giới

### Biên giới
- Tổng: 4.863 km
- Biên giới quốc gia: Myanmar 1800 km, Campuchia 803 km, Lào 1754 km, Malaysia 506 km

### Bờ biển
- Tổng: 3219 km

### Tuyên bốlãnh hải
- Lãnh hải: 12 nmi (22,2 km; 13,8 mi)
- Vùng đặc quyền khu kinh tế: 200 nmi (370,4 km; 230,2 mi)
- Thềm lục địa: sâu 20 m hoặc sâu khai thác

## Địa hình và thoát nước

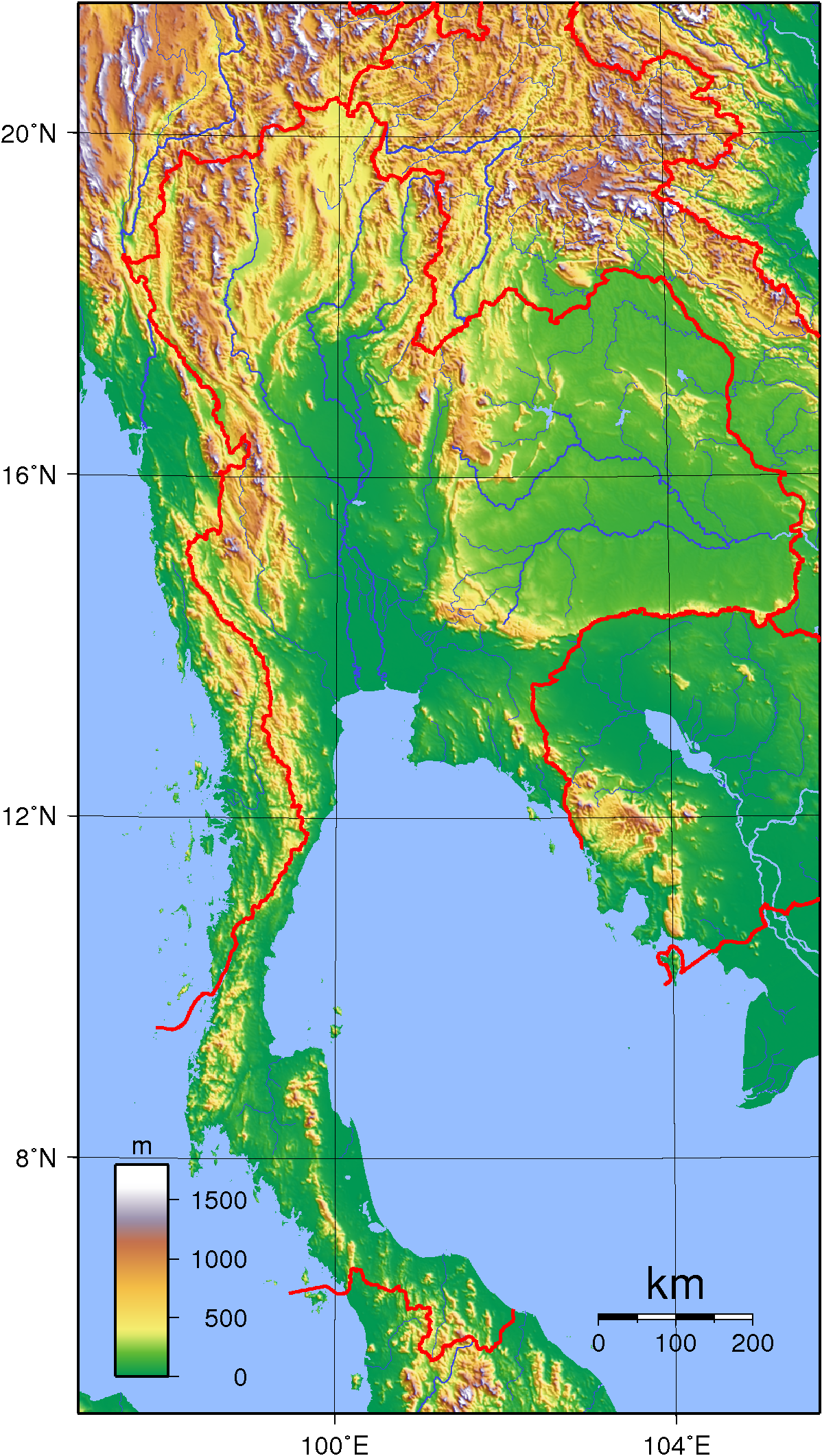
Bản đồ địa hình Thái lan.

Đặc điểm nổi bật của địa hình Thái Lan là núi cao, một đồng bằng trung tâm và một vùng cao nguyên. Núi chiếm phần lớn phía bắc Thái và trải rộng dọc theo biên giới Myanmar qua eo Kra và bán đảo Mã Lai. Đồng bằng trung tâm là một vùng đất thấp bồi bởi sông Chao Phraya và các chi lưu, đó hệ thống sông chính của nước này, chảy vào đồng bằng ở đầu vịnh Bangkok. Hệ thống sông Chao Phraya chiếm khoảng một phần ba lãnh thổ quốc gia. Ở phía đông bắc của đất nước là cao nguyên Khorat, một khu vực nhấp nhô nhẹ với đồi thấp và hồ nông, cung nước vào sông Mekong qua sông Mun. Hệ thống sông Mê đổ vào Biển Đông bao gồm một loạt các kênh và đập.
Cùng với nhau, các hệ thống sông Chao Phraya và Mê Kông duy trì nền nông nghiệp Thái Lan qua việc hỗ trợ trồng lúa và cung cấp đường thủy cho việc vận chuyển hàng hóa, người. Ngược lại, các đặc điểm tự nhiên phân biệt của bán đảo Thái Lan là đường bờ biển dài, các hòn đảo ngoài khơi và đầm lầy ngập mặn. Một phân tích viễn thám toàn cầu gần đây cho thấy rằng có 559 km² bãi triều ở Thái Lan, khiến nước này trở thành quốc gia được xếp hạng thứ 45 về mức độ bãi triều.

## Khu vực
- Tổng: 513.120 kilômét vuông (198.120 dặm vuông Anh)
  - Đất: 510.890 kilômét vuông (197.260 dặm vuông Anh)
  - Nước: 2.230 kilômét vuông (860 dặm vuông Anh)

Thái lan sử dụng một đơn vị diện tích là rai, với 1 rai=1.600 m2 (0,3954 mẫu Anh).

## Điểm cực
- Điểm cực bắc: biên giới Myanmar, Mae Sai, Chiang Rai, tại 20°28′B 99°57′Đ / 20,467°B 99,95°Đ
- Điểm cực nam: biên giới Malaysia, Betong, Yala, tại 5°37′B 101°8′Đ / 5,617°B 101,133°Đ
- Điểm cực đông: biên giới Lào, Khong Chiam, Ubon Ratchathani, tại 15°38′B 105°38′Đ / 15,633°B 105,633°Đ
- Điểm cực tây: biên giới Myanmar, Mae Sariang, Mae Hong Son tại 18°34′B 97°21′Đ / 18,567°B 97,35°Đ

### Điểm cao
- Điểm cao nhất: Doi Inthanon, 2.565 mét (8.415 ft), tại 18°35′32″B 98°29′12″Đ / 18,59222°B 98,48667°Đ
- Điểm thấp nhất: Vịnh Thái Lan, 0 mét - mực nước biển

## Khu vực

Bản đồ 6 vùng địa lý của Thái lan

Hội đồng nghiên cứu Quốc gia phân chia Thái Lan thành 6 vùng địa lý, dựa trên các đặc điểm tự nhiên bao gồm địa hình và dòng chảy, cũng như mô hình văn hóa của con người. Đó là: Khu vực phía Bắc, đông Bắc, miền Trung, miền phía Đông, miền Tây và miền Nam. Mặc dù Bangkok về mặt địa lý là một phần của đồng bằng trung tâm, vì là thủ đô và thành phố lớn nhất, khu vực này có thể coi là khía cạnh khác, một khu vực riêng biệt. Mỗi vùng trong 6 vùng địa lý khác so với vùng khác ở dân số, các nguồn lực cơ bản, đặc điểm tự nhiên và mức độ phát triển kinh tế xã hội. Sự đa dạng của các vùng thực tế là thuộc tính nổi bật trong địa chất Thái Lan.

### Miền Bắc Thái Lan
Miền Bắc Thái Lan là một khu vực miền núi. Các dãy núi song song mở rộng từ dãy Daen Lao (ทิวเขาแดนลาว), phía nam của vùng Shan, theo hướng bắc/nam, dãy Dawna (ทิวเขาดอยมอนกุจู) hình thành biên giới phía tây của Thái Lan giữa Mae Hong Son và sông Salween, dãy Thanon Thong Chai (เทือกเขาถนนธงชัย), dãy Khun Tan (ดอยขุนตาน), dãy Phi Pan Nam (ทิวเขาผีปันน้ำ), cũng như phía tây của dãy Luangprabang (ทิวเขาหลวงพระบาง).
Những ngọn núi cao được phủ bởi các thung lũng sông trũng và vùng đất cao nằm sát biên giới trung tâm. Hầu hết các con sông, bao gồm cả các sông Nan, Ping, Wang và Yom, hội tụ lại ở vùng đồng bằng của vùng hạ lưu phía bắc và khu vực trung tâm. Sông Ping và sông Nan hợp lại tạo thành sông Chao Phraya. Phần đông bắc được nạp nước bởi các sông chảy vào lưu vực Mekong như sông Kok và Ing.
Theo truyền thống, những đặc điểm tự nhiên này đã tạo nhiều loại nông nghiệp khác nhau, bao gồm trồng lúa nước ở các thung lũng và canh tác nương rẫy ở vùng cao. Rừng núi cũng được đẩy mạnh sự độc lập khu vực. Các khu rừng, bao gồm các loại gỗ tếch và các loại gỗ cứng có ích cho nền kinh tế đã từng chiếm ưu thế vùng phía bắc và phía đông bắc đã giảm từ những năm 1980 xuống 130.000 km². Năm 1961, rừng chiếm 56% diện tích đất nước nhưng giữa năm 1980 rừng đã giảm xuống dưới 30% diện tích của Thái Lan.
Trong suốt mùa đông ở vùng núi phía bắc Thái Lan, nhiệt độ đủ lạnh để trồng trái cây như vải và dâu tây.

### Miền đông bắc Thái Lan
Miền đông bắc với đất nghèo, không thích hợp cho nông nghiệp. Tuy nhiên, gạo nếp, lương thực chính của khu vực này, phải trồng trọt trên đất ngập, kém mất nước. Vì vậy, ruộng lúa phát triển mạnh nơi bị ngập từ gần dòng sông và ao, sản xuất thường hai vụ có thể mỗi năm. Các cây trồng thu lợi nhuận chẳng hạn như mía đường và sắn được trồng trọt trên quy mô lớn và một mức độ thấp hơn, cao su. Sản xuất lụa là một ngành thủ công nghiệp quan trọng và đóng góp đáng kể vào nền kinh tế.
Khu vực này bao gồm chủ yếu là cao nguyên Khorat khô trong đó một số vùng rất bằng phẳng và một ít đồi núi thấp nhưng là đồi núi đá như núi Phu Phan. Mùa mưa ngắn gây lũ lụt nặng ở các thung lũng sông. Khác với những vùng màu mỡ hơn của Thái Lan, miền đông bắc có mùa khô kéo dài và phần lớn diện tích được bao phủ bởi các bãi cỏ thưa. Dãy núi bao quanh cao nguyên ở phía tây và phía nam và sông Mê Kông phân định phần lớn phía bắc và phía đông. Một số loại thảo dược cổ truyền, đặc biệt là chi nghệ, họ gừng có nguồn gốc tự nhiên trong vùng.

### Miền trung Thái Lan
"Trung tâm", miền trung Thái lan, là một lưu vực chứa tự nhiên thường được gọi là "bát gạo của châu Á.". Ở đây cảnh quan khá bằng phẳng không thay đổi tạo điều kiện cho giao thông đường thủy nội địa. Khu vực màu mỡ đã duy trì mật độ dân đông, 422 người/km² năm 1987, so với trung bình là 98 trong cả nước. Địa hình của vùng bị chi phối bởi sông Chao Phraya và các chi lưu và bằng ruộng lúa. Metropolitan Bangkok, trung tâm thương mại, giao thông vận tải và hoạt động công nghiệp, nằm ở rìa phía nam của khu vực ở đầu vịnh Thái Lan và bao gồm một phần của đồng bằng Chao Phraya.

### Miền đông Thái Lan
Miền đông Thái Lan nằm giữa dãy Sankamphaeng, tạo thành biên giới của cao nguyên đông bắc phía bắc và vịnh Thái Lan về phía nam. Phía tây của dãy Phnom Kravanh, được biết đến ở Thái Lan là Thio Khao Banthat, kéo dài vào đông Thái Lan. Địa lý của vùng có đặc điểm là các dãy núi ngắn xen kẽ với các lưu vực nhỏ của các sông ngắn chảy vào vịnh Thái Lan.
Cây ăn quả là một mảng chính của nông nghiệp trong khu vực và du lịch đóng một vai trò quan trọng trong nền kinh tế. Vị trí ven biển của vùng đã giúp thúc đẩy phát triển công nghiệp, một nhân tố chính trong nền kinh tế của khu vực.

### Miền tây Thái Lan
Dãy núi dài biên giới Thái Lan với Myanmar tiếp tục trải dài xuống phía nam từ phía bắc tới tây Thái Lan với dãy núi Tenasserim, được biết đến ở Thái Lan là Thio Khao Tanaosi (เทือกเขาตะนาวศรี). Địa lý của vùng miền tây Thái Lan giống như ở miền bắc, có điểm đặc trưng là núi cao và thung lũng sông dốc.
Miền tây Thái Lan có nhiều rừng của Thái lan ít bị xáo trộn. Nước và khoáng sản cũng là những nguồn tài nguyên thiên nhiên quan trọng. Đây là khu vực có nhiều đập chính của đất nước và khai mỏ là một ngành công nghiệp quan trọng của khu vực.

### Miền nam Thái Lan
Miền nam Thái lan là một phần của bán đảo hẹp, đặc biệt về khí hậu, địa hình và tài nguyên. Nền kinh tế dựa trên du lịch dầu cọ và đồn điền cao su. Ví dụ trong tỉnh Krabi, đồn điền cọ chiếm 980.000 rai (1.568 km²), hay 52% diện tích nông nghiệp của tỉnh. Các nguồn thu nhập khác bao gồm: dừa, khai thác thiếc. Địa hình núi và sự thiếu các con sông lớn là đặc điểm nổi bật của miền nam.

### Tỉnh
Các vùng của Thái Lan được chia thành tổng cộng 76 tỉnh và Bangkok, một khu hành chính đặc biệt.

## Khí hậu

Bản đồ phân loại khí hậu Köppen Thái Lan.

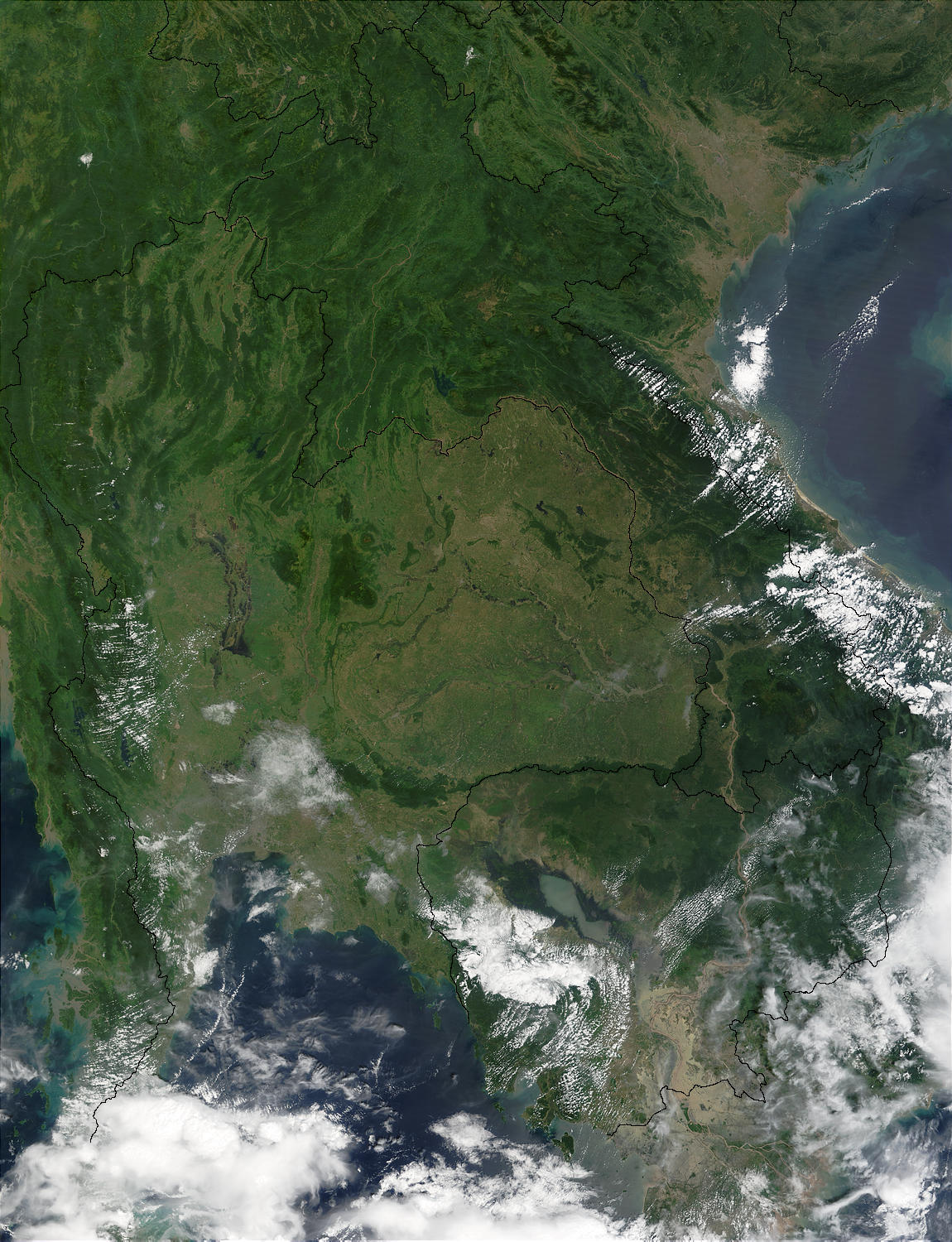
Mùa lũ lụt ở Thái Lan và Campuchia.

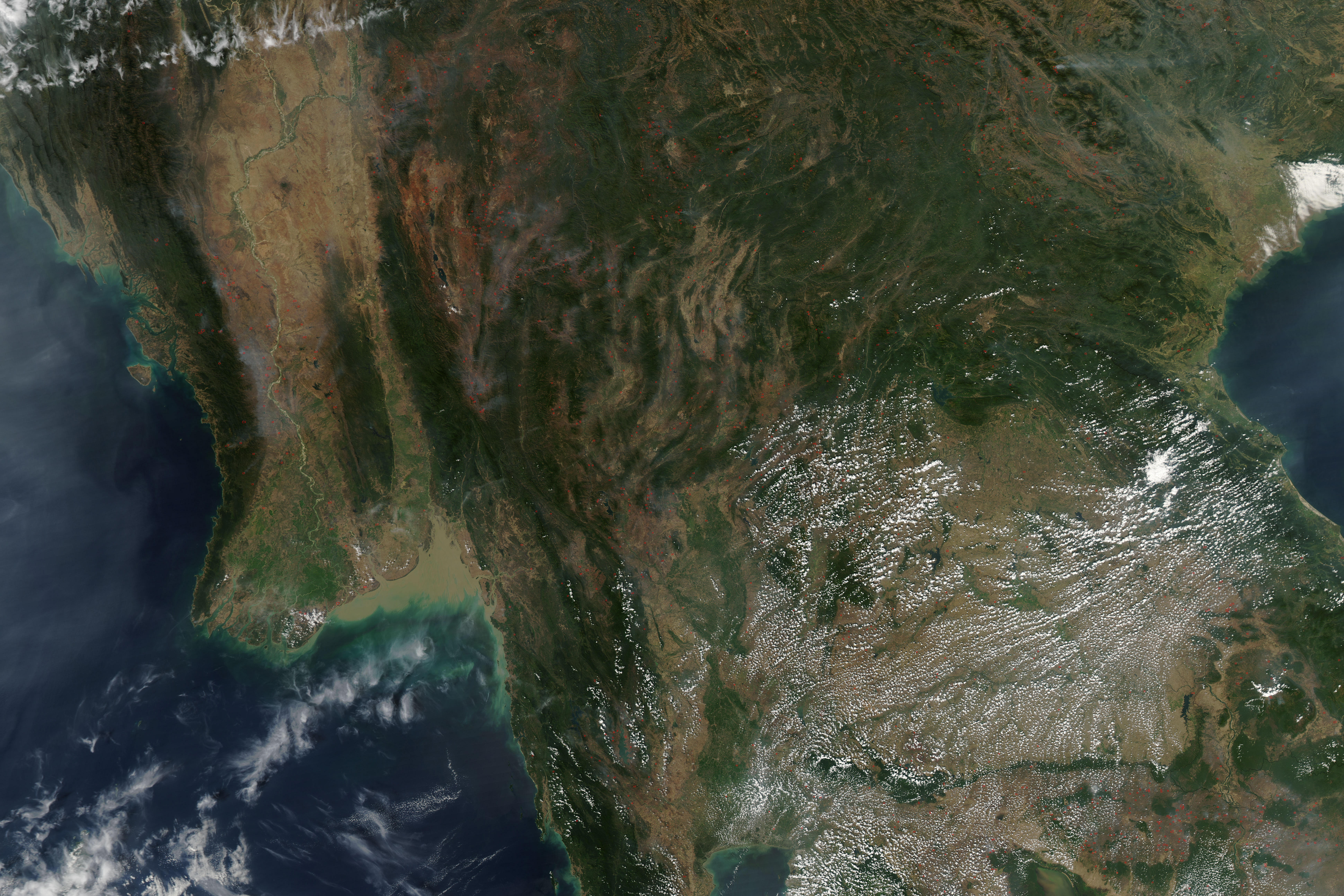
Lửa cháy trên những ngọn đồi và thung lũng của Myanmar, Thái Lan, Lào và Việt Nam (dán nhãn với chấm đỏ).

Khí hậu Thái Lan chịu ảnh hưởng bởi gió mùa có đặc điểm theo mùa (gió mùa tây nam và gió mùa đông bắc).:2 Gió mùa tây nam bắt đầu từ tháng 5 đến tháng 10 được đặc trưng bởi chuyển động của không khí ấm ẩm từ Ấn Độ Dương tới Thái Lan, gây ra mưa dồi dào nhất đất nước.:2 Gió mùa đông bắc bắt đầu từ tháng 10 đến tháng 2 mang lại không khí lạnh và khô nhất Thái Lan từ Trung Quốc.:2 Ở miền nam Thái Lan, gió mùa đông bắc mang lại thời tiết ấm áp và mưa nhiều trên bờ biển phía đông.:2 Phần lớn Thái Lan có khí hậu "nhiệt đới ẩm và khô hoặc khí hậu thảo nguyên" loại (khí hậu xavan). về Phía nam và đầu phía đông của miền đông có khí hậu nhiệt đới gió mùa.
Thái lan đã 3 mùa.:2 Mùa mưa (giữa tháng 5 - giữa tháng 10) chiếm ưu thế trên phần lớn đất nước.:2 Mùa này đặc trưng bởi mưa dồi dào vào tháng 8 và 9 là thời kì ẩm ướt nhất trong năm.:2 Đôi khi có thể dẫn đến lũ lụt.:4 Ngoài mưa gây ra bởi gió mùa tây nam, những dải hội tụ (ITCZ) và xoáy thuận nhiệt đới cũng góp phần gây mưa trong mùa mưa.:2 Tuy nhiên, những đợt khô thường xảy ra trong khoảng 1 - 2 tuần kể từ đầu tháng 6 - 7.:4 Đó là do sự chuyển động về phía bắc của dải hội tụ đến miền nam Trung Quốc.:4 Mùa Đông bắt đầu từ giữa tháng 10 đến giữa tháng 2.:2 Phần lớn Thái Lan trải qua thời tiết khô trong mùa này với nhiệt độ nhẹ.:2:4 Ngoại trừ phía nam Thái Lan, nơi có lượng mưa lớn, đặc biệt là vào tháng 10 - 11.:2 Hai tháng mùa hè từ giữa tháng 2 đến giữa tháng 5 và đặc trưng là thời tiết ấm hơn.:3
Do đặc điểm thiên nhiên nội địa và vĩ độ, miền bắc, đông bắc, trung và đông của Thái Lan trải qua một thời gian dài thời tiết ấm áp.:3 Trong thời gian nóng nhất trong năm (tháng 3 - tháng 5), nhiệt độ thường đạt tới 40 °C (104 °F) trở lên, ngoại trừ vùng duyên hải, nơi gió biển có nhiệt độ dịu buổi chiều.:3 Ngược lại, sự bùng phát không khí lạnh từ Trung Quốc có thể mang lại nhiệt độ lạnh hơn trong một số trường hợp (đặc biệt là ở miền bắc và đông) gần hoặc dưới 0 °C (32 °F).:3 Nam Thái lan đặc trưng bởi thời tiết ôn hòa quanh năm với nhiệt độ ít thay đổi ban ngày và mùa hè thay đổi do ảnh hưởng của biển.:3
Hầu hết quốc gia có lượng mưa hàng năm là 1.200 đến 1.600 mm (47 đến 63 in).:4 Tuy nhiên, một số khu vực trên đón gió của những ngọn núi như tỉnh Ranong ở bờ biển tây của miền nam Thái Lan và phía đông của tỉnh Trat nhận được lượng mưa nhiều hơn 4.500 mm (180 in) mỗi năm.:4 Khu vực khô nhất nằm ở phía khuất gió các thung lũng trung tâm và phần phía bắc của nam Thái Lan, nơi có lượng mưa trung bình hàng năm ít hơn 1.200 mm (47 in).:4 Phần lớn Thái Lan (miền bắc, đông bắc, trung và đông) đặc trưng bởi thời tiết khô trong gió mùa đông bắc và mưa dồi dào trong gió mùa tây nam.:4 Ở miền nam Thái lan, lượng mưa dồi dào xảy ra ở cả hai gió mùa đông bắc và tây nam với đỉnh điểm trong tháng 9 cho bờ biển phía tây và đỉnh cao vào tháng 11 - 1 trên bờ biển phía đông.:4
Miền đông bắc trải qua mùa khô kéo dài mặc dù mùa khô 2007-2008 chỉ kéo dài từ cuối tháng 11 đến giữa tháng 3. Đất sét đỏ, ong, dày đặc giữ nước làm hạn chế tiềm năng nông nghiệp cho cây trồng nhưng lý tưởng trong giữ nước trong ruộng lúa và hồ chứa địa phương. Đồng cỏ cạn phù sa của đồng bằng sông Mê Kông rất dồi dào, các cây trồng chính là cà chua, thuốc lá và dứa, trồng trên quy mô công nghiệp.

## Tài nguyên và sử dụng đất

### Tài nguyên thiên nhiên
- Thiếc, cao su, khí tự nhiên, wolfram, tantan, gỗ, chì, cá, thạch cao, than nâu, Fluorit, đất canh tác.

### Sử dụng đất

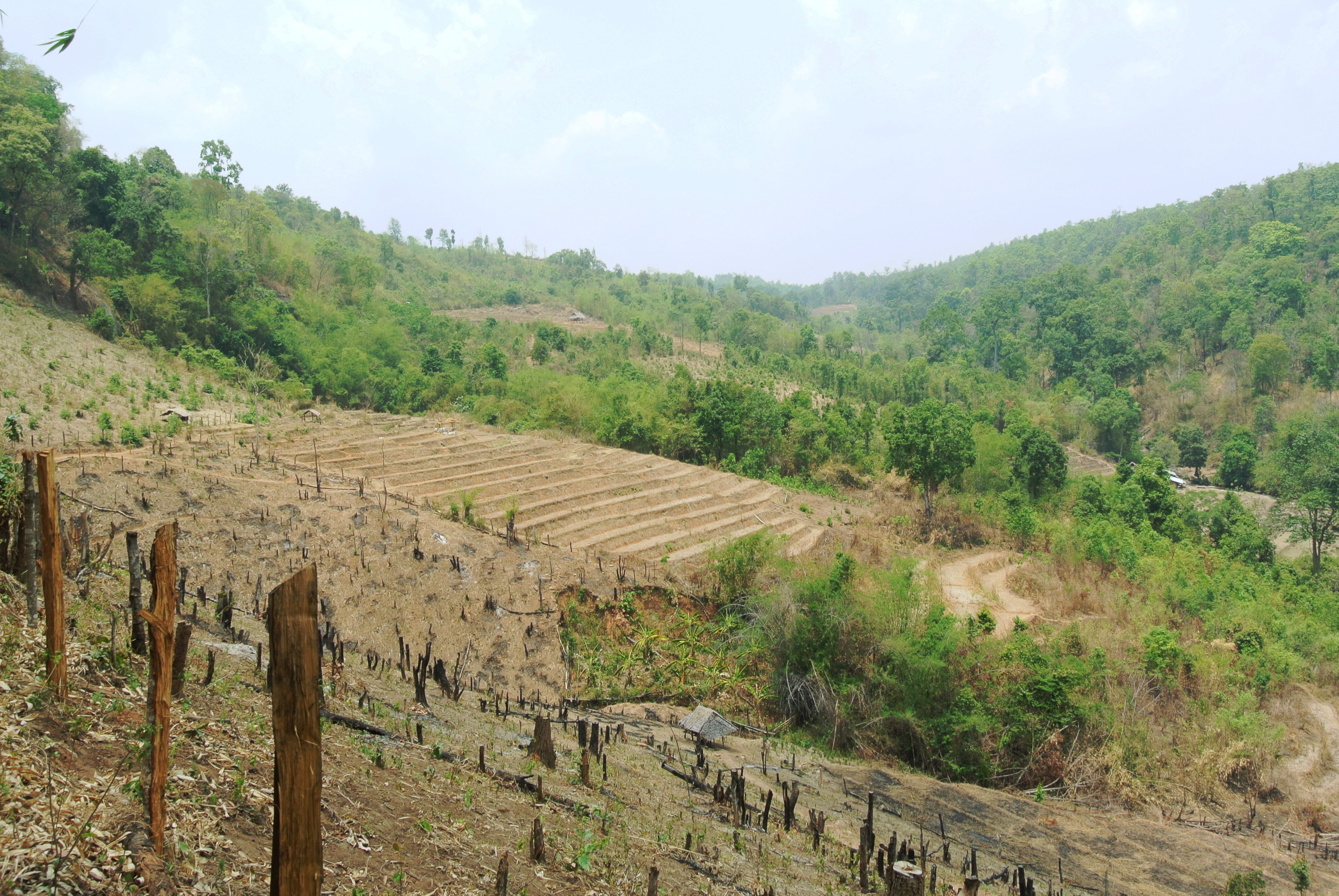
Bộ lạc Karen ở bắc Thái lan: kiểm soát đốt cháy ở phía trước và nông nghiệp bậc thang.

- Đất canh tác: 30,7 phần trăm
  - Cây lâu năm: 8,8 phần trăm
  - Khác: 60,5% (2011)

### Diện tích tưới tiêu
- Tổng: 64.150 2 (2007)

### Tổng nguồn nước tái tạo
- Tổng: 438,6 km³ (2011)

## Vấn đề môi trường

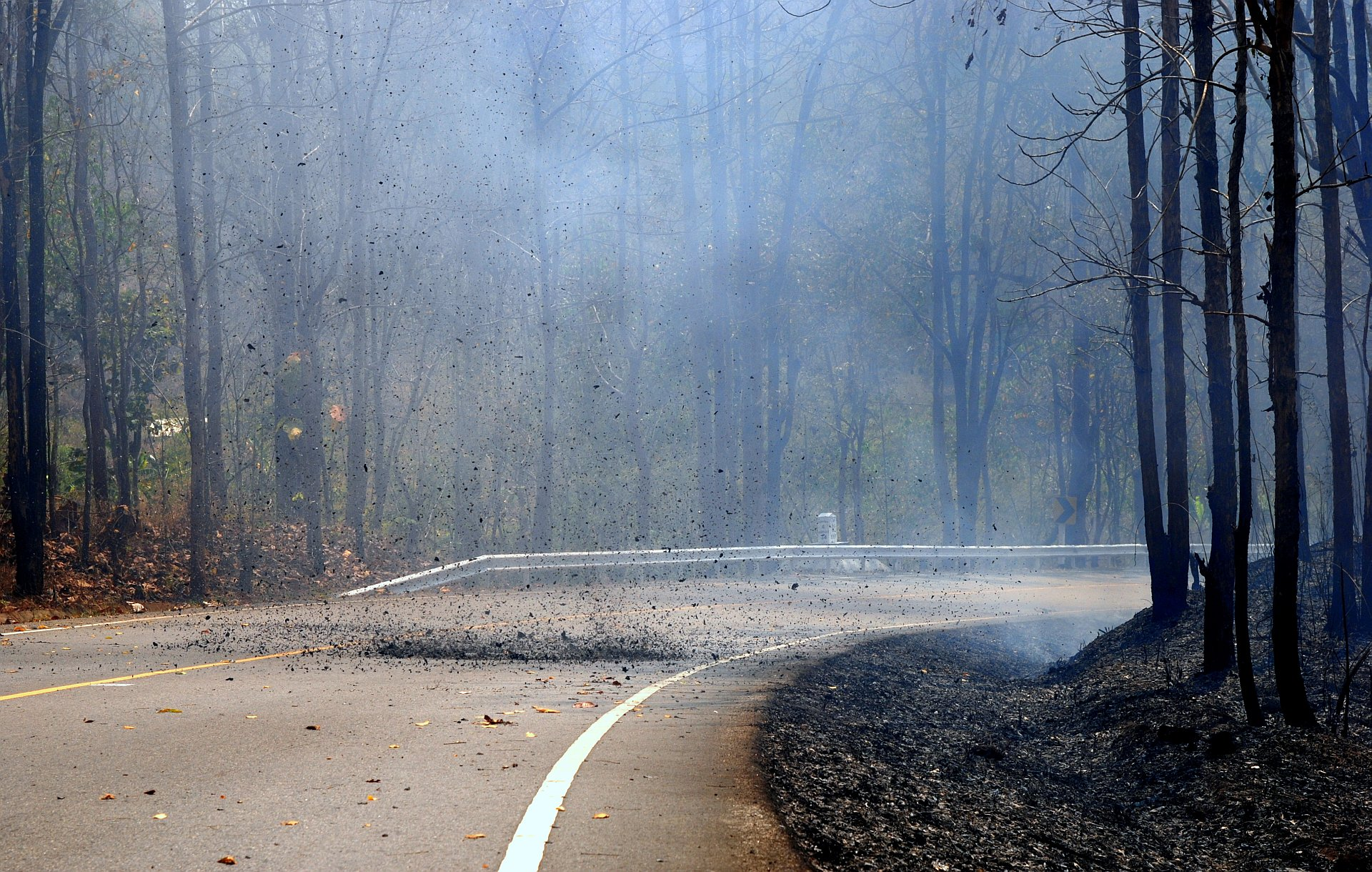
Gió thổi khói và tro bụi từ một đám cháy rừng vào trong không khí

### Tự nhiên, mối nguy hiểm
Sụt lún ở khu vực Bangkok do từ sự suy giảm của nước ngầm; hạn hán (xem thêm: Động đất và sóng thần Ấn Độ Dương 2004 và Lũ lụt Thái Lan 2011).

#### Hạn hán
- Ví dụ khu vực bị ảnh hưởng

Chiang Mai, Chiang Rai, Phayao, Lamphun, Tak, Phrae, Uttaradit, Sukhothai, Phichit, Phitsanulok, Nakhon Sawan, Kalasin, Udon Thani, Bueng Kan, Mahasarakham, Yasothon, Amnat Charoen, Nakhon Phanom, Loei, Chaiyaphum, Khon Kaen, Buriram, Nakhon Ratchasima, Ubon Ratchathani, Surin và Chanthaburi  Lưu trữ ngày 7 tháng 11 năm 2017 tại Wayback Machine
- Ví dụ các biện pháp thực hiện

Cung cấp nước uống bằng xe tải như là một phần của hoạt động cứu trợ
Phân phối nước
Cung cấp sản xuất giá rẻ (ví dụ như trứng)
Yêu cầu nông dân trì hoãn việc sản xuất lúa gạo (giảm lượng nước sử dụng cho đến khi mùa mưa)
Yêu cầu nông dân ngừng trồng vụ ngoài mùa và lên kế hoạch cho cây trồng chịu hạn (ví dụ như đậu)
Làm mưa nhân tạo 
Nhận thức cộng đồng - cập nhật tình hình hạn hán  Lưu trữ ngày 7 tháng 11 năm 2017 tại Wayback Machine
Hệ thống giám sát và dự báo hạn hán 
Lập bản đồ nguy cơ hạn hán và hạn hán và chuẩn bị nguồn nước 

### Các vấn đề môi trường
- Không khí ô nhiễm
- Ô nhiễm nước từ chất thải hữu cơ và nhà máy
- Phá rừng
- Xói mòn đất
- Động vật hoang dã bị săn bắn trái phép

### Thỏa thuận môi trường quốc tế
- Thỏa thuận: đa dạng sinh học, biến đổi khí hậu, Nghị định thư Kyōto, sa mạc hóa, các loài nguy cấp, chất thải độc hại, bảo tồn sinh vật biển, bảo vệ ozone, bảo vệ gỗ nhiệt đới 83, gỗ nhiệt đới 94, vùng đất ngập nước
- Ký tên, nhưng không phê chuẩn: Luật Biển